# Henry (eenheid)
| Kleinere eenheden | Kleinere eenheden | Kleinere eenheden |
| factor            | naam              | symbool           |
| ----------------- | ----------------- | ----------------- |
| 10−9              | nanohenry         | nH                |
| 10−6              | microhenry        | μH                |
| 10−3              | millihenry        | mH                |
| 1                 | henry             | H                 |

De henry, symbool H, genoemd naar Joseph Henry, is de SI-eenheid voor zelfinductie van een spoel en voor de wederzijdse inductie van twee spoelen. Een spoel heeft een zelfinductie van 1 henry als een verandering in de stroomsterkte van 1 ampère per seconde een inductiespanning veroorzaakt van 1 volt. Door deze definitie heeft de toepasselijke vorm van de inductiewet van Faraday in het SI-stelsel, waarin de geïnduceerde spanning {\displaystyle U} wordt uitgedrukt in de verandering van de stroomsterkte {\displaystyle I} de eenvoudige vorm:
{\displaystyle U=-L{\frac {{\rm {d}}I}{{\rm {d}}t}}},
met de zelfinductie {\displaystyle L} als evenredigheidsconstante, die volledig wordt bepaald door de configuratie van de spoel.
De relatie van de henry met andere SI-eenheden is:
{\displaystyle 1\ \mathrm {H} =1\ {\frac {\mathrm {V\ s} }{\mathrm {A} }}=1\ {\frac {\mathrm {Wb} }{\mathrm {A} }}=1\ {\frac {\mathrm {J} }{\mathrm {A^{2}} }}=1\ {\frac {\mathrm {T\ m^{2}} }{\mathrm {A} }}=1\ {\frac {\mathrm {kg\ m^{2}} }{\mathrm {A^{2}\ s^{2}} }}=1\ {\frac {\mathrm {N\ m} }{\mathrm {A^{2}} }}}
| A - ampère | s - seconde |
| J - joule  | T - tesla   |
| m - meter  | V - volt    |
| N - newton | Wb - weber  |

In de praktijk van de elektrotechniek en de elektronica is de henry een zeer grote eenheid. Spoelen van 1 henry zijn dan ook niet courant, er wordt meer gewerkt met lagere waarden, tot in de orde van grootte van 1 μH.

## Verouderde eenheden
De eenheid voor zelfinductie in het elektromagnetische cgs-systeem is de abhenry abH, afgeleid van 'absolute henry':
{\displaystyle 1\ {\rm {abH}}=10^{-9}\ {\rm {H}}=1\ {\rm {nH}}}
De eenheid is zo gekozen dat een verandering in de stroomsterkte van 1 abampère per seconde een spanningsverandering induceert van 1 abvolt. Voor de cgs-eenheden abampère abA en abvolt abV geldt:
{\displaystyle 1\ {\rm {abA}}=10\ {\rm {A}}}
{\displaystyle 1\ {\rm {abV}}=10^{-8}\ {\rm {V}}}
In het elektrostatische cgs-systeem was de stathenry statH de eenheid voor zelfinductie. 
{\displaystyle 1\ {\rm {statH}}=c^{2}\ 10^{-5}\ {\rm {H}}\approx 899\ {\rm {GH}}}
Daarin is {\displaystyle c\approx 299{,}792458} de numerieke waarde van de lichtsnelheid in m/s.
De eenheid is zo gekozen dat een verandering in de stroomsterkte van 1 statampère per seconde een spanningsverandering veroorzaakt van 1 statvolt. Voor de cgs-eenheden statampère statA en statvolt statV geldt:
{\displaystyle 1\ {\rm {statA}}=1\ ({\rm {cm/s}})\ {\rm {dyne}}^{1/2}=1\ {\rm {g}}^{1/2}\cdot {\rm {cm}}^{3/2}\cdot {\rm {s}}^{-2}}
{\displaystyle 1\ {\rm {statV}}=c\cdot 10^{-6}\ {\rm {V}}\approx 299{,}792458\ {\rm {V}}}